# جوزيف مينديز دا كوستا
جوزيف مينديز دا كوستا (بالهولندية: Joseph Mendes da Costa)‏ هو نحات هولندي، ولد في 4 نوفمبر 1863 في أمستردام في هولندا، وتوفي بنفس المكان في 20 يوليو 1939.

## معرض صور

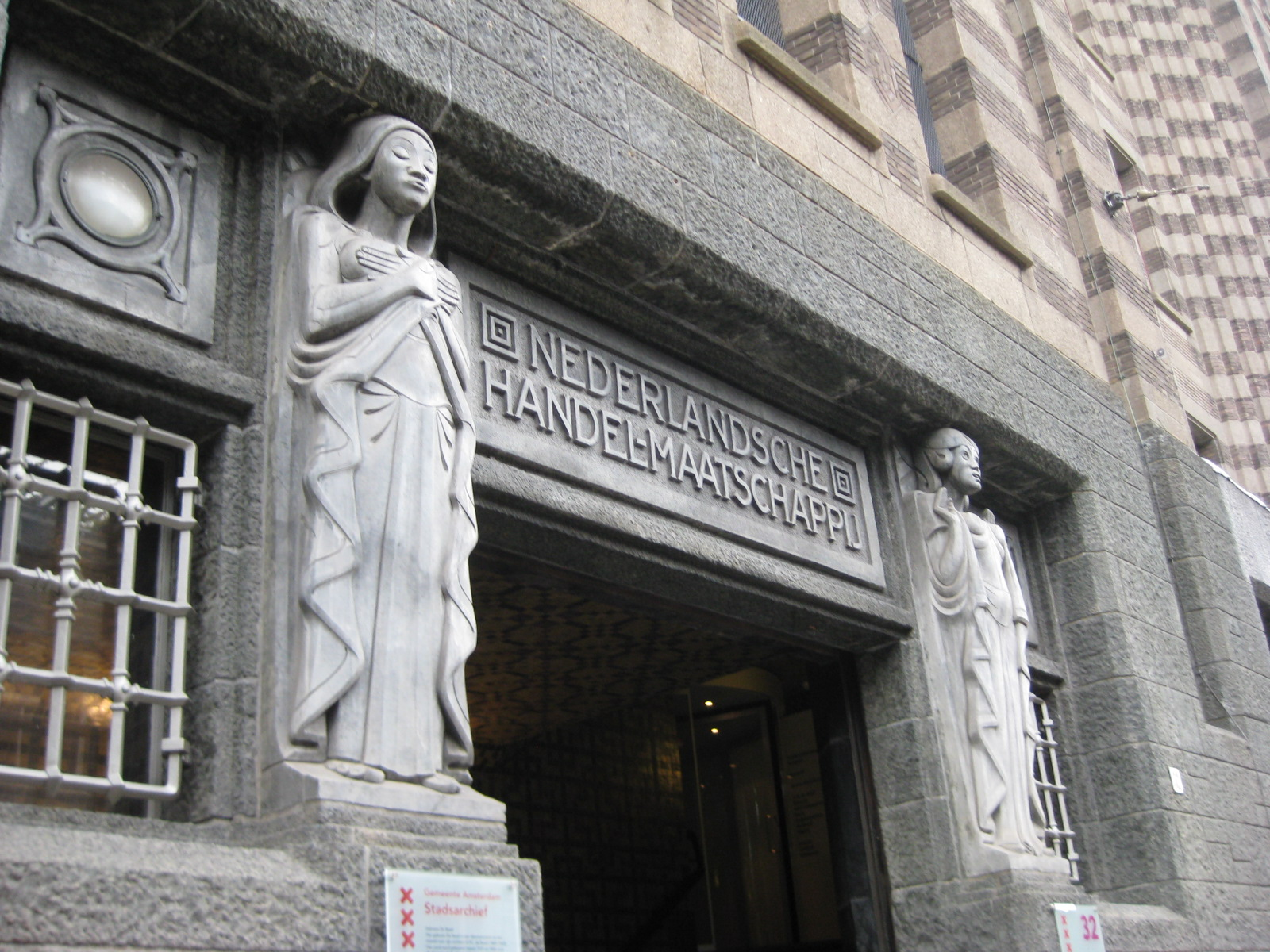
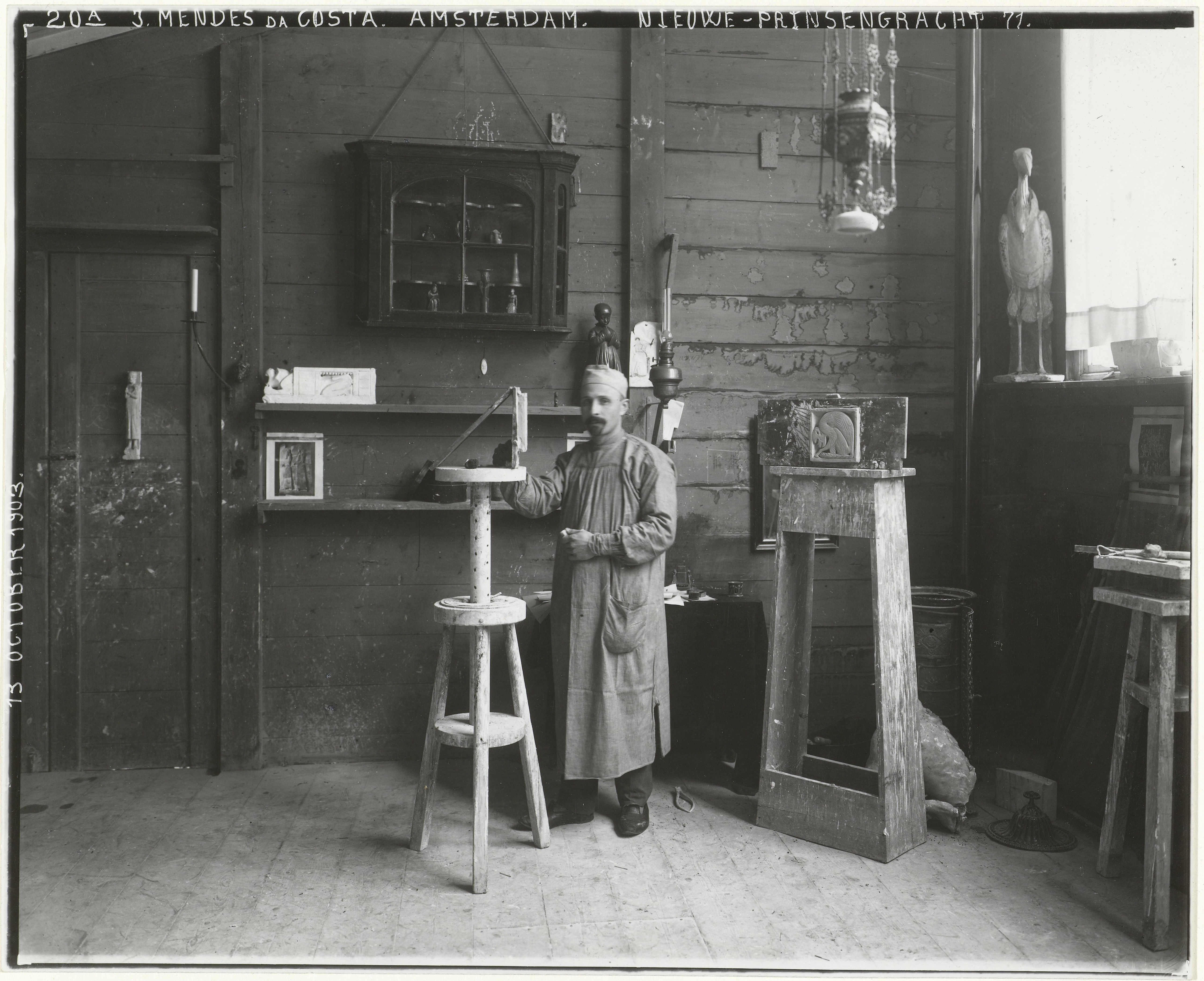
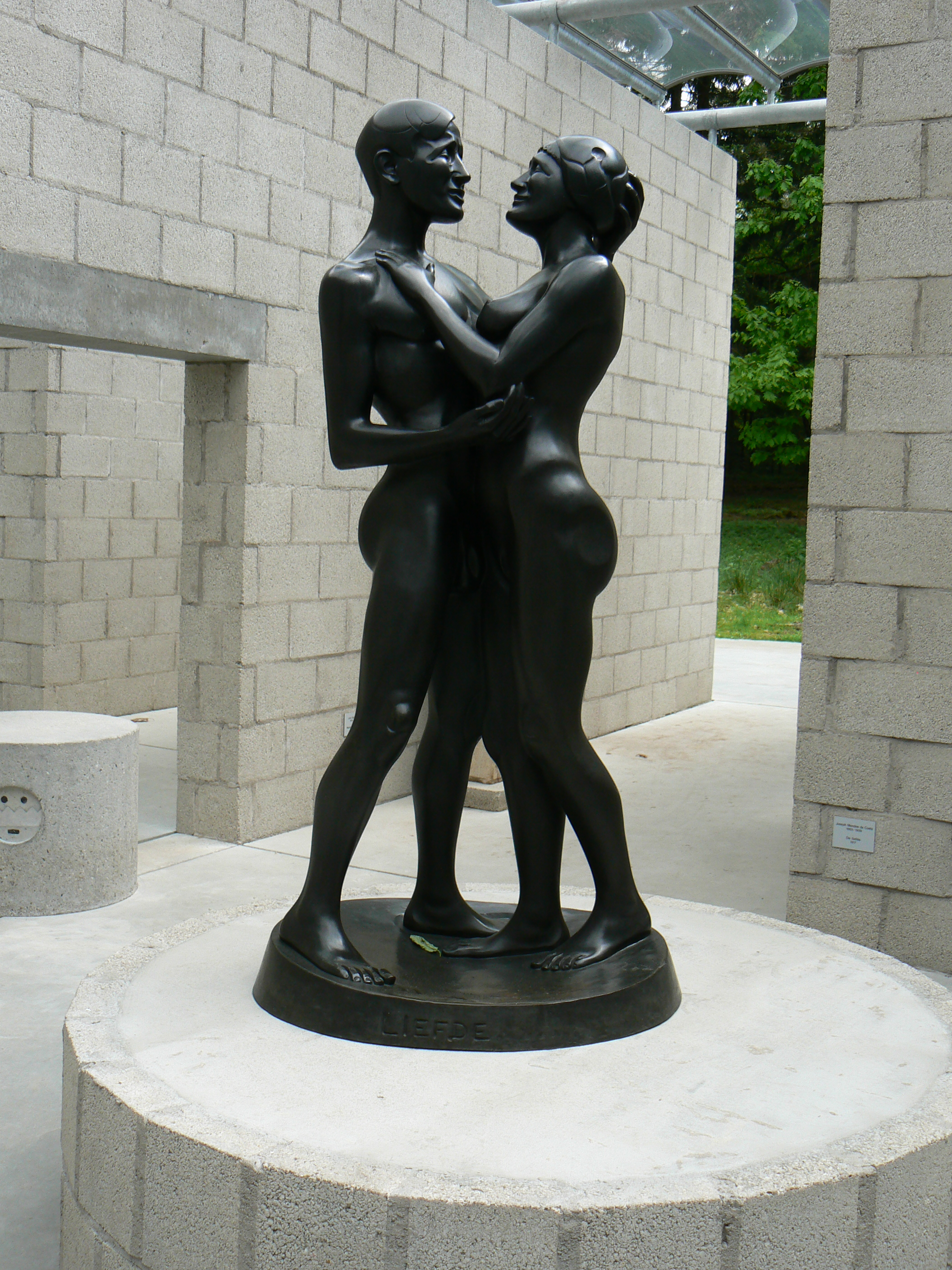
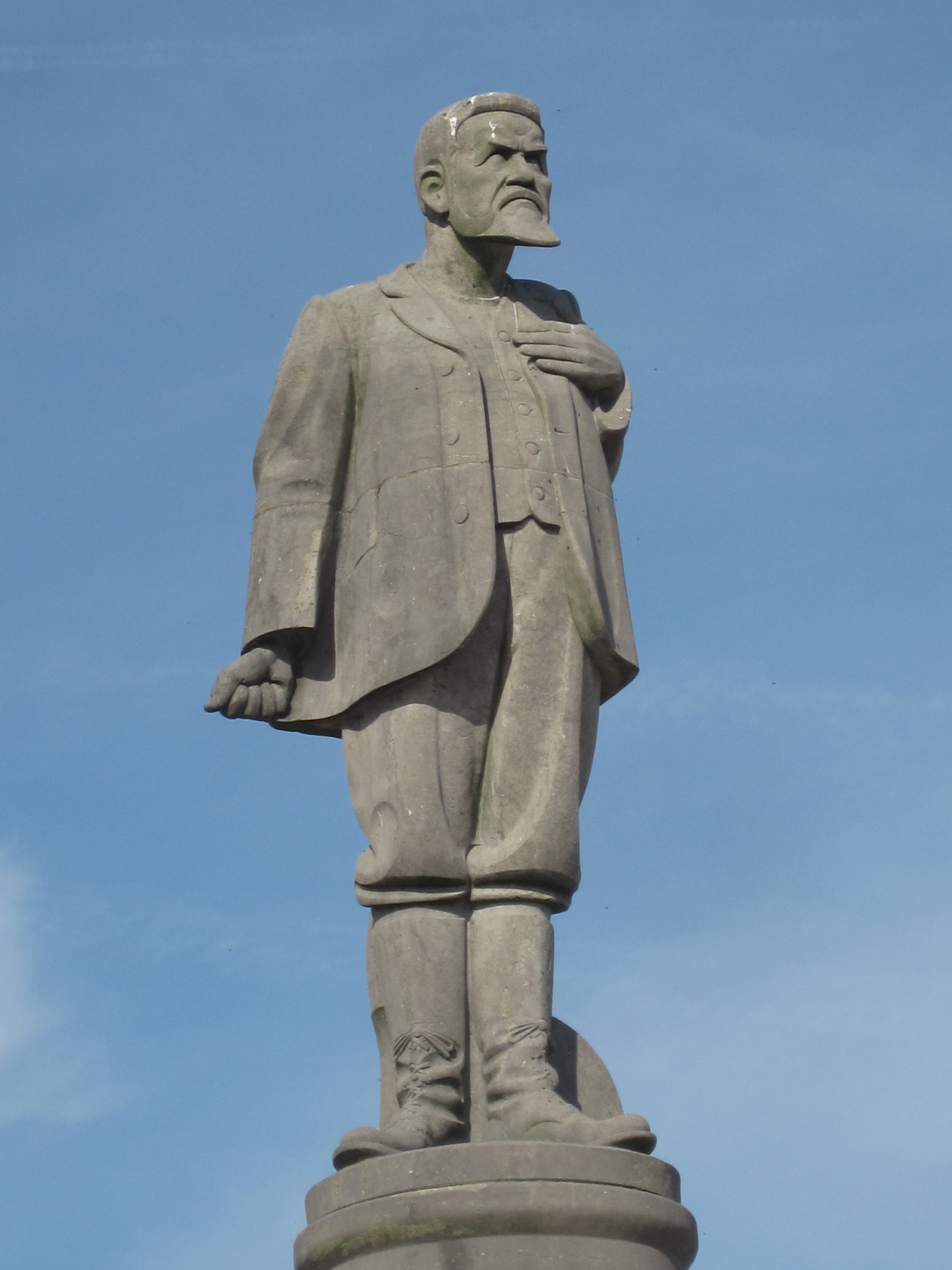
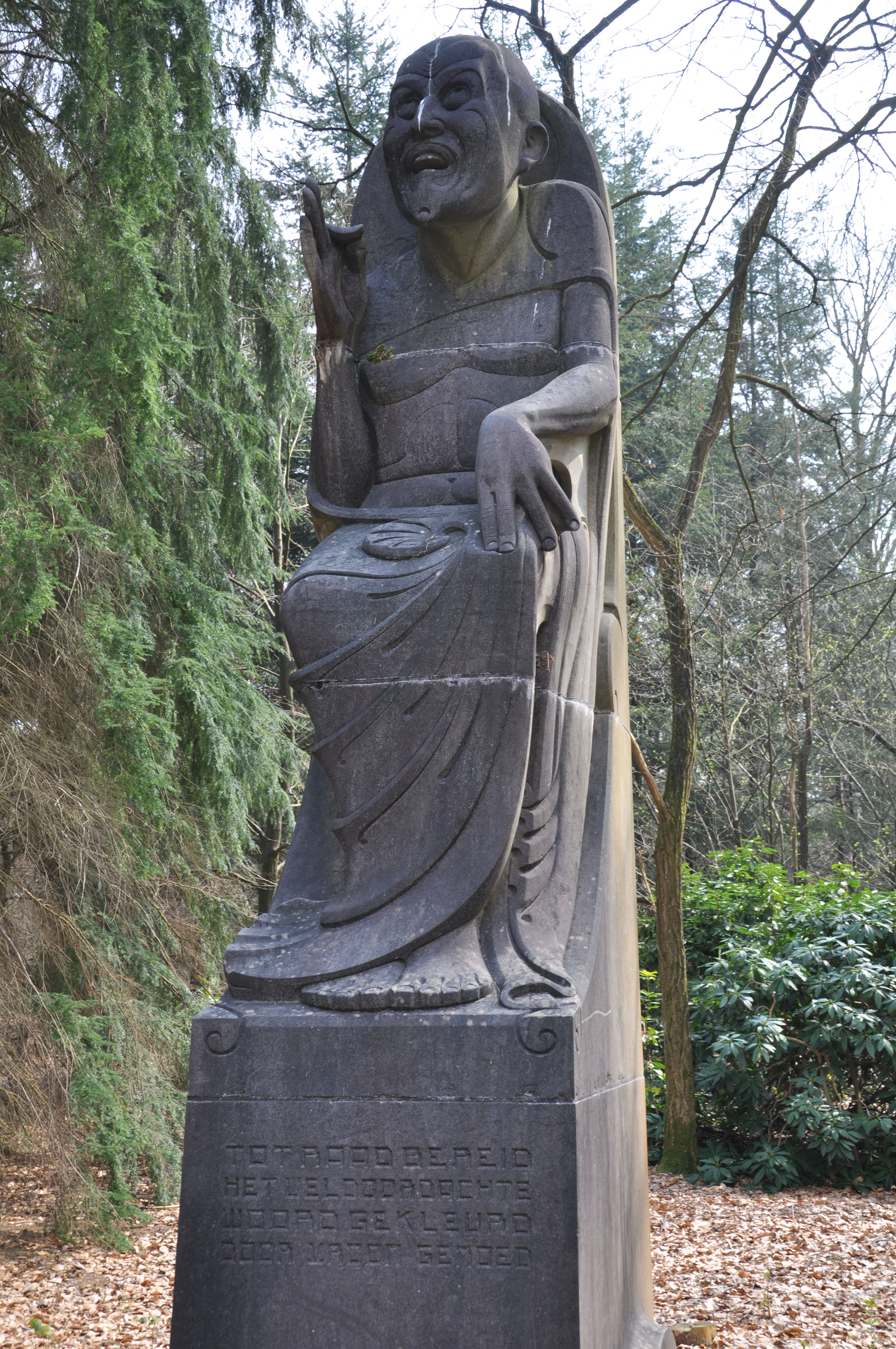